# Coenzima

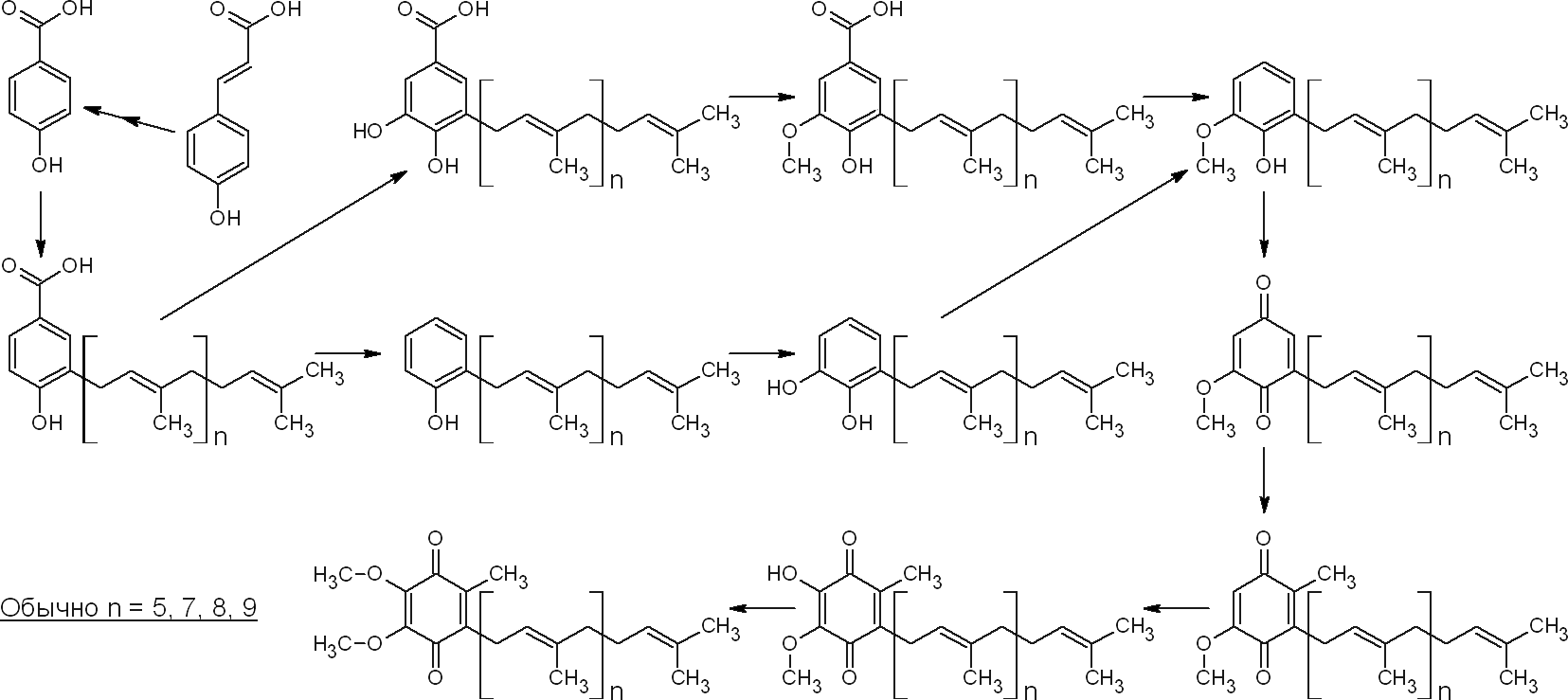
Biossíntese de ubiquinona

Coenzima é uma molécula orgânica ou metalorgânica unida a uma enzima, que juntas tem uma função catalítica, e que é necessária ao funcionamento da mesma.  Caracterizadas por possuírem ligações fracas entre si, essas moléculas orgânicas não permanecem ligadas às enzimas todo o tempo, sendo libertadas após a catálise. Uma coenzima pode se destacar de sua respectiva holoenzima para designar função específica (o exemplo mais comum é o NAD e o FAD, ambas coenzimas de holoenzimas desidrogenases que estabelecem importante papel no Ciclo de Krebs), porém, em caso de separação, a enzima propriamente dita fica inativa até que a coenzima e a apoenzima constituam o conjunto novamente. Isto as diferencia de um cofator, que ao contrário das coenzimas, encontram-se ligados de forma permanente às proteínas.
Muitas vitaminas são coenzimas de processos vitais, daí sua importância. A coenzima A, por exemplo, é importante na respiração celular.